# 宣銅烈
宣 銅烈（ソン・ドンヨル、韓国語：선동열、1963年1月10日 - ）は、大韓民国の全羅南道光州広域市出身の元プロ野球選手（投手）、野球指導者。

## 経歴

### 韓国球界時代
光州第一高等学校では全国大会で優勝、高麗大学校1年の時はAAA世界野球選手権大会で優勝を経験し、実業団野球の韓国化粧品に入団。そこでも1982年のIBAF世界野球選手権大会で優勝、最優秀選手に選ばれた。1984年、ロサンゼルスオリンピックで韓国代表が4位になった時のメンバーでもある。
実業団の選手は2年間はプロ入りができないとする規定があったが、韓国野球委員会から特例が認められ（ただし前半戦は出場停止の処分が下された）、1985年のシーズン後半から韓国プロ野球のヘテ・タイガースで試合に出場。同年25試合に登板し、防御率1.70で最優秀防御率のタイトルを獲得。
1986年には262回2/3を投げ、防御率は1点を切る0.99で2年連続で防御率1位、24勝を挙げて最多勝も獲得した。また同年は214奪三振で最多奪三振も獲得し、投手三冠となったほか、シーズン8完封のKBO年間記録を樹立した。
当時「宣が投げたら打てない」、「宣銅烈の先発試合は見なくても結果がわかる」と言われる程、圧倒的な存在感を見せた。滅多に本塁打も打たれず、彼との対戦で勝利はもとより本塁打を打つのすら奇跡と言われ、彼が本塁打を打たれたら翌朝のスポーツ紙の1面を飾るのは当然であった程である。この傾向は抑えに転身した後はもっと著しくなり、彼がブルペンで投球練習を開始するのを見ただけで、リードされた相手は試合を諦めたとまで言われている。
最高球速155 km/hの速球（1991年の日韓プロ野球スーパーゲーム第2戦で記録）と、一見して速球と区別が付かない2種類の高速スライダー、抜群の制球力で圧倒的な成績を収めた。
1988年 - 1991年には4年連続で最多奪三振（200奪三振・198奪三振・189奪三振・210奪三振）を、1989年 - 1991年には3年連続で最多勝（21勝・22勝・19勝）をそれぞれ記録。プロ入りした1985年から1991年まで7年連続で最優秀防御率を獲得したため、1989年 - 1991年は投手三冠（通算4回）となった。
1992年には足の故障で低迷し、わずか11試合の登板（投球回は32イニング2/3）に終わったが、2勝0敗8セーブを記録し、防御率も0.28だった。
しかし翌1993年以降は徐々に復調し、同年はリーグ最多の31セーブを挙げ、防御率は0.78・WHIPも0.54と、ともに韓国プロ野球の歴代最高記録を樹立。韓国最終年となった1995年も33セーブで、2度目の最多セーブを記録した。
韓国プロ野球時代11年間（1985年 - 1995年）の通算成績は367試合登板・146勝40敗132セーブ・1698奪三振で、完封数（29）・防御率（1.20）・WHIP（0.80）の通算記録はいずれも韓国プロ野球史上最高である。

### 中日移籍
1995年のシーズン終了後には「海外でプレーしたい」とヘテ球団に申し入れ、NPBの中日ドラゴンズ（セントラル・リーグ）を始め、読売ジャイアンツ（巨人、セ・リーグ）やオリックス・ブルーウェーブ（パシフィック・リーグ）、MLBのボストン・レッドソックスが宣の争奪戦を繰り広げた。宣の移籍表明から約1か月半にわたり、移籍問題は韓国スポーツ界の話題を独占していた。それまで韓国プロ球界は自国のプロ選手の海外流出と、外国選手の受け入れを頑なに拒んでいたが、同年は衛星放送でNPBからMLBに移籍した野茂英雄の活躍が日韓両国で盛んに報じられ、ヘテ球団が行った世論調査でも、8割が宣の海外進出を支持したという結果が出るなど、韓国内でも自国選手の海外での活躍を期待する機運が高まっていた。かつてヘテで投手コーチを務め、当時はOBベアーズと日韓プロ野球スーパーゲームの韓国選抜チームでそれぞれ監督を務めていた金寅植や、サンバンウル・レイダースの監督に就任した金星根といったライバルチームの監督たちも、会田豊彦の取材に対し、宣が韓国よりレベルの高いNPBやMLBで活躍することにより、韓国球界に好影響をもたらすことを期待する旨を述べていた。
一時は巨人入団が決定し、あとは契約を結ぶだけという旨も報じられたが、後に中日がこれを上回るとされる条件（譲渡金3億円、年俸1.5億円×2年）を提示して攻勢をかけた。ヘテは宣の希望を受け、獲得を希望した各球団と交渉し、（親会社の中日新聞社が）日韓プロ野球スーパーゲームを主催するなど両国親善に寄与していた中日の姿勢を高く評価し、中日入りを希望していた本人の意思も考慮した上で、移籍先を中日に決めた。同年12月20日、ヘテは宣を中日に金銭トレードすることを発表、同月23日には両球団の間で移籍に関する契約が交わされた。契約条件は2年契約で移籍金3億円、契約金5,000万円、年俸は1億円（＋最大5,000万円の出来高払い）である。韓国プロ野球選手の海外移籍は宣が初であった。
当時、中日は抑え投手が不在で苦戦を強いられていたことから、ヘテ側は「宣が活躍するのにこれ以上の環境はない」と評していた。また中日側も「韓国民の英雄」である宣の入団により、同シーズンにセ・リーグ5位に低迷した中日が翌シーズンの優勝候補に浮上することや、今後の日韓友好の推進につながることを期待していた。背番号は、かつて杉下茂・権藤博・星野仙一（当時の監督）といった主戦格投手が背負い、小松辰雄の引退後は「若手にはマッチする選手がいない」との理由から欠番となっていた20に決定した。同年オフに監督に復帰した星野はこのオフ、ドラフト会議で福留孝介の獲得に失敗したり、抑え投手獲得に動いたトレードで他球団との争奪戦に敗れたりと、それまで明るい話題が少なかった中、巨人との争奪戦を制して宣の獲得を成功させたことに喜びの態度を見せていた。宣本人は当時、聯合通信の取材に対し、「巨人は選手の一挙手一投足が注目され、試合が終わった後も正装を要求されるなど行動に制約が多い。これに対して、中日のチームカラーはヘテのように自由で、自律的な野球をやっており、好感を持っていた」と語ったうえで、「韓国プロ野球の自尊心を守るために最善の努力をします」「リリーフでいくなら30セーブぐらいは無難にいけると考えている」と強い自信を示していた。
一方、ヘテ球団団長の李相国はこの移籍劇をめぐり、いったん巨人入団を強く示唆して物議を醸していた。また巨人もヘテから「宣投手を名門の巨人軍で活躍させたい」との誘いがあったことから交渉に乗り出していたため、中日入団が決まったことを受けて巨人球団代表・保科明彦は「どんな内部事情があったのか、理解しかねる」という談話を発表した。入団決定後の同月26日、ヘテ球団の親会社であるヘテグループはヘテ球団の球団社長・盧柱琯と球団団長・李相国の両幹部を同時に更迭したが、この異例の人事は李が巨人入団を示唆したことへの責任を取らせたものではないかと報じられた。

### 中日時代
宣は1996年1月上旬に来日し、同年2月1日からの沖縄春季キャンプに参加した。同年4月5日の広島東洋カープとの開幕戦で1点リードの9回裏に来日初登板を果たすが、ルイス・ロペスに同点打を浴び、いきなりセーブ失敗。4月16日の対巨人戦では3点リードの8回裏に登板するも、3番・シェーン・マックと5番・落合博満に本塁打を浴び、セーブ失敗（ただし、直後の9回表に打線が勝ち越したために来日初勝利をあげている）。このように、何としても結果を残さなければならないというプレッシャーから、ムキになって甘く入ったボールを痛打されるというパターンの繰り返しで、二軍落ちも味わうなど来日1年目は期待外れの結果に終わった。
しかし、オフ返上など背水の陣で臨んだ2年目の1997年に大変身。狭いナゴヤ球場から広いナゴヤドームに移ったことで「インコースに思いっきりいける」投球が嵌り、抑えの切り札としてセーブを積み上げていった。同年のオールスターゲームに出場。同年は当時の日本記録となる38セーブを挙げ、佐々木主浩（横浜ベイスターズ）と共に最多セーブ投手 に輝く。同年に宣が記録した38セーブの1個目は、横浜との開幕戦で、ナゴヤドーム初の公式戦。ナゴヤドームで初めてセーブを記録した投手である。この年はチームが最下位と低迷する中、最多勝を獲得した山本昌とともに奮闘した。また、この頃には韓国のマスコミでは日本でいう野茂英雄に相当する扱いを受けていたという。
1998年、前年はチームが低迷したがこの年は横浜との熾烈な優勝争いを繰り広げ、宣もストッパーとしてこの年二桁セーブを挙げた投手の中では唯一0敗で投げ抜き、チーム2位に貢献した。
1999年、開幕二戦目9回に登板した際にふくらはぎの違和感で緊急降板するなど高齢や勤続疲労によるコンディション不良が重なり、6月に3連続で救援に失敗し、再調整で二軍落ちした。その間は岩瀬・サムソン・落合と日替わりストッパー等でやりくりしている。復帰後は首脳陣の図らいから最後の1アウトや2アウトでの登板で調子を盛り返し、この年も抑えの切り札として28セーブを挙げ中日の11年ぶりのリーグ優勝に貢献した。しかし結局はこのコンディション不良により全般的に安定感が薄らいだ事などから、この年のシーズン限りでの現役引退を表明。シーズン終了後の11月22日に行われた引退会見では、3連続で救援失敗した6月の時点で引退を申し入れたものの、当時の監督であった星野仙一から慰留されていた事や、一方で年齢による衰えで抑え役から中継ぎに回っても名誉を守ることができると考え選手兼任コーチとして契約する球団側の提案も打診されたが、選手生活の為に来日した事を理由に自ら固辞したことも明らかにしており、「それを乗り越えて優勝に貢献できたが、この辺でやめた方がファンにいいイメージを残したまま選手生活を終えられると決意した」と語っている。中日のリーグ優勝の際に胴上げ投手となり、ダイエーとの日本シリーズ第4戦でも登板するなど、華々しい引退となった。

### 引退後
引退後は韓国野球委員会で活動していたが、2003年には自費で中日にコーチ留学。二軍コーチとして研修を受けた。
2004年にはサムスン・ライオンズ首席コーチとして韓国プロ球界に復帰。
2005年に監督に就任し、サムスンをリーグ制覇に導き、2005年のアジアシリーズに出場した。背番号18は起亜タイガースの永久欠番。
2006年開幕前の3月に開催された第1回ワールド・ベースボール・クラシック(WBC)の韓国代表投手コーチを務めた。第1ラウンドA組での日本戦で、裵英洙がイチローに死球を当てたことについて、「あそこから流れが変わったので内心嬉しかった」と『朝鮮日報』に語っているが「内心嬉しかった」の部分だけ報道されている（韓国ではイチローの発言が捻じ曲げて報道されていたため、誤解が生まれ、イチローに対して怒りを覚えていたためと思われる。詳しくはイチローの「30年発言」を参照）。シーズンではサムスンは韓国リーグを制覇、再び2006年のアジアシリーズの韓国代表として来日した（結果は1勝2敗の予選リーグ敗退）。
2008年1月2日に北京オリンピックの韓国代表チーフコーチを辞任したことが発表された。理由は精神的なストレスとのこと。メンバー提出後の大幅なスタメン変更など起用法などで嫌気がさしていたものと思われている。
2009年9月29日にサムスンと新たな5年契約を結び、2010年以降の監督続投が決まったが、契約期間を4年残して突如2010年12月30日に辞任した。
2011年10月18日に2012年シーズンより起亜タイガースの監督に就任することが発表された。起亜の前身ヘテから通算すると、1995年以来17年ぶりの古巣復帰となる。背番号はサムスン監督時代と同じ『90』。
2012年は5位だった。
2013年、2014年と2年連続8位と成績は低迷した。10月19日に契約期間2年で再契約したものの、10月25日、前述の成績不振を理由に辞任した。
2015年11月に開催された第1回WBSCプレミア12の韓国代表の投手コーチに就任し、優勝に貢献した。
2017年3月に開催された第4回WBCの韓国代表投手コーチを務めた。
7月24日に2018年のジャカルタ・パレンバンアジア競技大会、2019年の第2回WBSCプレミア12、2020年の東京オリンピックまでの契約で韓国代表としては初となる専任監督に就任し、11月に開催される第1回アジア プロ野球チャンピオンシップの韓国代表で初めて指揮をとる。同大会では日本との決勝に敗れ準優勝だった。
2018年のジャカルタ・パレンバンアジア競技大会では韓国代表を大会3連覇に導いた。しかし大会後、軍へ入隊していない選手たちを優先したと批判されたアジア競技大会での選手選考の件で混乱をもたらしたため、同年11月14日、韓国代表監督を辞任した。

## 人物
最速155km/hのストレートと鋭く横滑りする高速スライダーおよび縦のスライダーを使いこなし、また制球力に優れ精神面でも強かったと言われる。ストレートの握りの際にボールに指を立てて投げるのが特徴で、それを見た当時新人の岩瀬仁紀は驚いたことを後に語ってる。
韓国史上最高の投手と言われ、出身地近くにある山にちなんで無等山（英語: Mudeungsan）爆撃機（ムドゥンサンポッキョッキ・무등산 폭격기）、または韓国の至宝（한국의 보물）、国宝級投手（국보급 투수）との異名を持ち、中日時代は名古屋の太陽と呼ばれた。
中日では李尚勲、李鍾範と合わせて3人の韓国人選手が在籍したことから韓国三銃士と呼ばれた。
韓国のエースと呼ばれながら尊大なところがなく、チームメイトとの関係も良好だった。中日時代の正捕手の中村武志には絶大な信頼を寄せており、中村のサインに首を振ることはなかった。また、サムスンの監督となってからも中日時代のチームメイトであった落合英二、種田仁をサムスンのコーチに招聘している。
来日初年度の不振の原因の一つに「言語の違いによるコミュニケーション不全」があると考えた宣はそのオフから日本語を学び始め、翌年には日常会話をこなせるまでになり（現在でも韓国内での日本のTV取材にはだいたい韓国語で応じているが日本語でも対応できる）、シーズン中は頻繁に松坂屋に出かけて買い物をしたり、シーズンオフには山本昌をはじめチームメートとオーバーホールに行くほど溶け込んでいた。日本語は散歩の途中に分からない看板の文字をメモして自宅に戻って辞書で調べたり、カラオケや麻雀をする中で覚えたという。かつての中日時代のチームメートで、後に韓国球界入りした門倉健とは今でも親交があり、2010年の韓国オールスター戦に出場した際に、門倉と同じくアゴが特徴の他チームの選手2人と並んで「アゴ三兄弟」として多くのフラッシュを浴びていた門倉に「アゴ、まだ若いなあ」と日本語で声を掛けている。
李承燁が鳴り物入りで来日し千葉ロッテマリーンズに入団しながら不振に終わった2004年のシーズンオフ、「李は通訳を介してチームメイトと話している」と聞いて「仲間とはできるだけ直接話すように」と日本語の学習を勧めた。そして、李が日韓通算400号本塁打を達成した際には「冷ややかな視線にも耐えた。もはや韓国の英雄」と語り、「韓国人は最初誰でも日本では冷ややかな視線を体験する。私も振るわないときはストライクゾーンが狭かった。認められることが難しいものの、日本の野球で認められれば楽になる。イ・スンヨプも今年その軌道に乗った」と言った。また、自身が97年、日本で救援登板のプロ野球記録をめぐり競争するレベルに至ると、冷ややかだったチームの同僚や職員が丁寧にあいさつしはじめ、審判のストライクゾーンも広くなった、と回顧し「スンヨプは45本塁打をこえるだろう。打率も3割3分台に乗せたし、韓国ではほぼ4割打者も同然」とし「これから誰もスンヨプを認めないわけにはいかない。私の考えでは、読売が5〜6億円以上のお金を渡してスンヨプをキープしようとするだろう」と語った。
非常に研究熱心な人物であり、2006年のキャンプにサムスンの監督として北海道日本ハムファイターズと練習試合を行ったとき、かつて対戦したことのある新庄剛志の特徴などをしっかりと覚えていた。
実家は旅館経営。1980年5月18日に発生した光州事件当時、宣は高校3年生で、全国大会を目前に控えて合宿中だった。光州一高野球部の選手団は遠征中の釜山にいたが、事件発生後に光州市内に戒厳令が宣言されたため、直接光州に入ることができず、麗水に迂回して市内に戻った。その後、実家の旅館に宿泊していた房水源など、他地域から光州に来ていた選手たちとともに、掃討作戦を行う兵士らに遭遇し、房は銃剣も突きつけられた。幸い高校野球のファンだった戒厳軍の将校が宣を知っており、部下らを撤収させた。その後は「市内にいると危険」という判断から、宣の父親がオートバイの荷台に監督や選手を一人ひとり乗せ、郊外の実家まで避難させた。この光州事件が原因で宣の全国大会出場の夢は潰えたが、宣は心の傷を引きずっていた光州市民に希望と夢を与え続けたことから、市民の「大きな誇り」と呼ばれるようになった。
知日家・親日家としても知られ、また高校野球のファンでもある。また、プロ野球マスターズリーグにも参加したことがある。親日家のエピソードとして、李鍾範が「日本では韓国人だという理由で待遇が悪かった」など起用法に不満を漏らしたところ、「実力不足を言い訳するな！」と一蹴している。帰国した際に「日本人から何かしらの差別を受けはしなかったか？」と訊かれ「無い。差別は無かった。差別差別と騒ぐのは、実力と努力の足りなかった人間の言い訳だ」や「日本野球や日本人は素晴らしかった」と周囲に語っていた。さらに、その後の日韓代表戦にて韓国代表が日本代表に勝った時、韓国のマスコミに「1回や2回勝ったからと言って、韓国野球が日本野球をこえた事にはならない。日本は代表レベルのチームをいくつも作れるが、韓国は1チームしか作れない。層の厚さに、まだまだ差がある」と冷静に戦力を分析していた。だが、こうした発言から「親日発言ばかりする売国奴」として、反日家に実家の旅館を放火されたこともある。北京オリンピックアジア予選の対日本戦において、韓国チームがメンバー表の提出後に露骨なスタメン変更をしたため、中日時代の監督でもあった日本代表監督の星野仙一に自ら直接謝罪している。
なお、中日入団時に韓国航空会社のアシアナ航空から名古屋（名古屋飛行場・中部国際空港） - ソウル（金浦国際空港・仁川国際空港）間の航空機永久無償利用権を授与されている。また、名古屋市からも「なごや観光大使」に任命されている。
日韓両国で100セーブポイント（セーブではない）を達成した初の投手である。
2011年12月21日、かつてのライバルである崔東原との戦いを映画化した「パーフェクトゲーム」が公開された。宣銅烈役はヤン・ドングンが演じた。

## 詳細情報

### 年度別投手成績
| 年 度     | 球 団     | 登 板 | 先 発 | 完 投 | 完 封 | 無 四 球 | 勝 利 | 敗 戦 | セ 丨 ブ | ホ 丨 ル ド | 勝 率 | 打 者 | 投 球 回 | 被 安 打 | 被 本 塁 打 | 与 四 球 | 敬 遠 | 与 死 球 | 奪 三 振 | 暴 投 | ボ 丨 ク | 失 点 | 自 責 点 | 防 御 率 | W H I P |
| --------- | --------- | ----- | ----- | ----- | ----- | -------- | ----- | ----- | -------- | ----------- | ----- | ----- | -------- | -------- | ----------- | -------- | ----- | -------- | -------- | ----- | -------- | ----- | -------- | -------- | ------- |
| 1985      | ヘテ      | 25    | 3     | 1     | 0     | 1        | 7     | 4     | 8        | --          | .636  | 424   | 111.0    | 74       | 2           | 20       | 4     | 3        | 103      | 3     | 0        | 30    | 21       | 1.70     | 0.85    |
| 1986      | ヘテ      | 39    | 22    | 19    | 8     | 4        | 24    | 6     | 6        | --          | .800  | 972   | 262.2    | 153      | 2           | 52       | 5     | 7        | 214      | 3     | 2        | 38    | 29       | 0.99     | 0.78    |
| 1987      | ヘテ      | 31    | 11    | 7     | 4     | 2        | 14    | 2     | 6        | --          | .875  | 604   | 162.0    | 89       | 2           | 47       | 1     | 3        | 144      | 1     | 1        | 21    | 16       | 0.89     | 0.84    |
| 1988      | ヘテ      | 31    | 12    | 9     | 1     | 2        | 16    | 5     | 10       | --          | .762  | 674   | 178.1    | 116      | 3           | 35       | 0     | 7        | 200      | 0     | 1        | 29    | 24       | 1.21     | 0.85    |
| 1989      | ヘテ      | 36    | 12    | 8     | 6     | 1        | 21    | 3     | 8        | --          | .875  | 618   | 169.0    | 82       | 2           | 48       | 0     | 7        | 198      | 4     | 1        | 27    | 22       | 1.17     | 0.77    |
| 1990      | ヘテ      | 35    | 16    | 8     | 6     | 1        | 22    | 6     | 4        | --          | .786  | 724   | 190.1    | 121      | 1           | 50       | 1     | 8        | 189      | 5     | 0        | 35    | 24       | 1.13     | 0.90    |
| 1991      | ヘテ      | 35    | 22    | 12    | 3     | 1        | 19    | 4     | 6        | --          | .826  | 761   | 203.0    | 135      | 8           | 25       | 0     | 8        | 210      | 1     | 1        | 42    | 35       | 1.55     | 0.79    |
| 1992      | ヘテ      | 11    | 2     | 1     | 1     | 0        | 2     | 0     | 8        | --          | 1.000 | 119   | 32.2     | 20       | 0           | 10       | 0     | 2        | 42       | 1     | 0        | 1     | 1        | 0.28     | 0.92    |
| 1993      | ヘテ      | 49    | 1     | 0     | 0     | 0        | 10    | 3     | 31       | --          | .769  | 433   | 126.1    | 48       | 2           | 20       | 0     | 6        | 164      | 0     | 0        | 11    | 11       | 0.78     | 0.54    |
| 1994      | ヘテ      | 27    | 8     | 3     | 0     | 1        | 6     | 4     | 12       | --          | .600  | 404   | 102.1    | 81       | 5           | 21       | 0     | 8        | 94       | 3     | 2        | 31    | 31       | 2.73     | 1.00    |
| 1995      | ヘテ      | 48    | 0     | 0     | 0     | 0        | 5     | 3     | 33       | --          | .625  | 381   | 109.1    | 49       | 1           | 14       | 3     | 3        | 140      | 6     | 0        | 9     | 6        | 0.49     | 0.58    |
| 1996      | 中日      | 38    | 1     | 0     | 0     | 0        | 5     | 1     | 3        | --          | .833  | 248   | 54.0     | 62       | 4           | 22       | 3     | 3        | 67       | 1     | 0        | 35    | 33       | 5.50     | 1.56    |
| 1997      | 中日      | 43    | 0     | 0     | 0     | 0        | 1     | 1     | 38       | --          | .500  | 232   | 63.1     | 36       | 0           | 12       | 0     | 1        | 69       | 0     | 1        | 9     | 9        | 1.28     | 0.76    |
| 1998      | 中日      | 42    | 0     | 0     | 0     | 0        | 3     | 0     | 29       | --          | 1.000 | 187   | 48.2     | 31       | 4           | 11       | 0     | 0        | 58       | 1     | 0        | 8     | 8        | 1.48     | 0.86    |
| 1999      | 中日      | 39    | 0     | 0     | 0     | 0        | 1     | 2     | 28       | --          | .333  | 131   | 31.0     | 31       | 1           | 10       | 1     | 0        | 34       | 4     | 0        | 9     | 9        | 2.61     | 1.32    |
| KBO：11年 | KBO：11年 | 367   | 109   | 68    | 29    | 13       | 146   | 40    | 132      | --          | .785  | 6114  | 1647.0   | 968      | 28          | 342      | 14    | 62       | 1698     | 27    | 8        | 274   | 220      | 1.20     | 0.80    |
| NPB：4年  | NPB：4年  | 162   | 1     | 0     | 0     | 0        | 10    | 4     | 98       | --          | .714  | 798   | 197.0    | 160      | 9           | 55       | 4     | 4        | 228      | 6     | 1        | 61    | 59       | 2.70     | 1.09    |

- 各年度の太字はリーグ最高、赤太字はKBOにおける歴代最高

### 年度別監督成績
レギュラーシーズン
| 年度      | 球団      | 順位      | 公式戦順位 | 試合 | 勝利 | 敗戦 | 引分 | 勝率 | ゲーム差 |
| --------- | --------- | --------- | ---------- | ---- | ---- | ---- | ---- | ---- | -------- |
| 2005      | サムスン  | 1         | 1          | 126  | 74   | 48   | 4    | .607 | -        |
| 2006      | サムスン  | 1         | 1          | 126  | 73   | 50   | 3    | .593 | -        |
| 2007      | サムスン  | 4         | 4          | 126  | 62   | 60   | 4    | .508 | 11.5     |
| 2008      | サムスン  | 4         | 4          | 126  | 65   | 61   | 0    | .516 | 18.0     |
| 2009      | サムスン  | 5         | 5          | 133  | 64   | 69   | 0    | .481 | 17.0     |
| 2010      | サムスン  | 2         | 2          | 133  | 79   | 52   | 2    | .594 | 5.0      |
| 2012      | 起亜      | 5         | 5          | 133  | 62   | 65   | 6    | .488 | 16.0     |
| 2013      | 起亜      | 8         | 8          | 128  | 51   | 74   | 3    | .408 | 23.5     |
| 通算：8年 | 通算：8年 | 通算：8年 | 通算：8年  | 1031 | 530  | 479  | 22   | .525 |          |

ポストシーズン
| 年度 | 球団     | ステージ     | 対戦相手       | 結果        | 星取表 |
| ---- | -------- | ------------ | -------------- | ----------- | ------ |
| 2005 | サムスン | 韓国シリーズ | 斗山           | 4勝         | ○○○○   |
| 2006 | サムスン | 韓国シリーズ | ハンファ       | 4勝1敗1分け | ○●○○△○ |
| 2007 | サムスン | 準プレーオフ | ハンファ       | 1勝2敗      | ●○●    |
| 2008 | サムスン | 準プレーオフ | ロッテ         | 3勝         | ○○○    |
| 2008 | サムスン | プレーオフ   | 斗山           | 2勝4敗      | ●○○●●● |
| 2010 | サムスン | プレーオフ   | 斗山           | 3勝2敗      | ○●●○○  |
| 2010 | サムスン | 韓国シリーズ | SKワイバーンズ | 4敗         | ●●●●   |

- ステージの太字は勝利したシリーズ

### タイトル
KBO
- 投手三冠王：4回 （1986年、1989年 - 1991年）
- 最優秀防御率：8回 （1985年 - 1991年、1993年）
- 最多勝：4回 （1986年、1989年 - 1991年）
- 最多奪三振：5回 （1986年、1988年 - 1991年）
- 最多セーブ：2回 （1993年、1995年）

NPB
- 最多セーブ：1回 （1997年）

### 表彰
KBO
- MVP：3回 （1986年、1989年、1990年）
- ゴールデングラブ賞：7回 （1986年、1988年 - 1993年）

NPB
- 月間MVP：1回 （1997年5月）
- JA全農Go・Go賞：1回 （救援賞：1997年7月）
- 愛知トヨタトヨタ・クラウン賞:(1997年)

### 記録
NPB初記録
- 初登板：1996年4月5日、対広島東洋カープ1回戦（広島市民球場）、9回裏に2番手で救援登板、2回1失点
- 初奪三振：同上、9回裏に江藤智から
- 初セーブ：1996年4月7日、対広島東洋カープ3回戦（広島市民球場）、9回裏に7番手で救援登板・完了、1回無失点
- 初勝利：1996年4月16日、対読売ジャイアンツ1回戦（東京ドーム）、8回裏に2番手で救援登板・完了、2回3失点
- 初先発登板：1996年6月6日、対阪神タイガース11回戦（阪神甲子園球場）、2回4失点

NPBその他の記録
- オールスターゲーム出場：1回 （1997年）

### 背番号
- 18 （1985年 - 1995年、現在は起亜の永久欠番）
- 20 （1996年 - 1999年）
- 93 （2003年）
- 82 （2004年）
- 90 （2005年 - 2010年、2012年 - 2014年、2017年 - 2018年）

## 関連情報

### 歌
- 「Two&One」（ヤン・スギョン、李鍾範と共演）[33]

### 応援歌
- 「ビッグ・ドン・ドンヨル〜虹を越えて」（歌：キム・ヨンジャ、日本クラウン、1996年4月発売、品番：CRDN-322）